# Labrador (Pangasinan)
Labrador (Bayan ng Labrador) är en kommun i Filippinerna. Kommunen ligger på ön Luzon, och tillhör provinsen Pangasinan. Folkmängden uppgår till 19 115 invånare.
Labrador är indelat i 10 barangayer.

## Bildgalleri

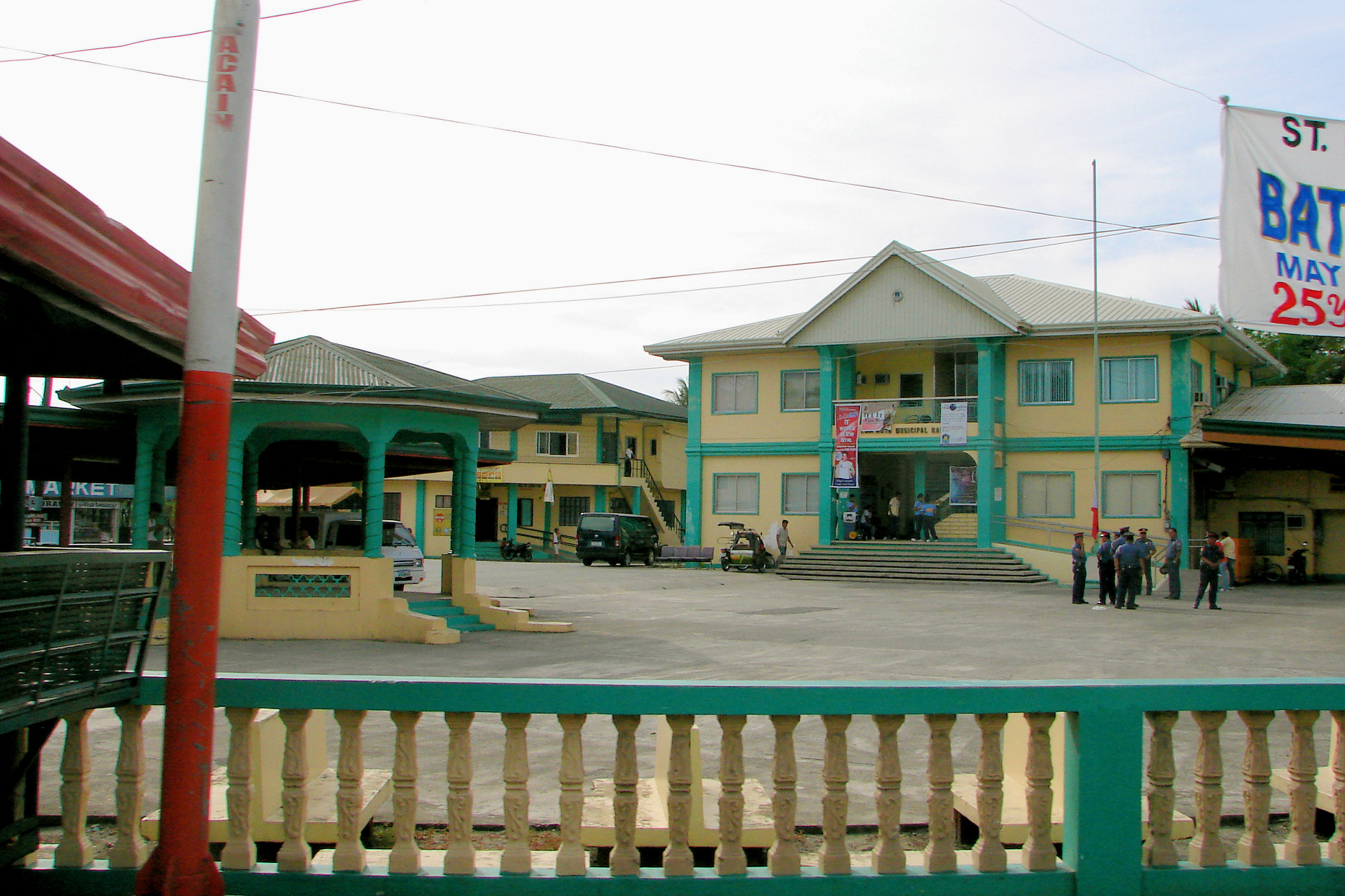